# Оризания
Оризания (порт. Orizânia) — муниципалитет в Бразилии, входит в штат Минас-Жерайс. Составная часть мезорегиона Зона-да-Мата. Входит в экономико-статистический микрорегион Муриаэ. Население составляет 7261 человек на 2006 год. Занимает площадь 121,550 км². Плотность населения — 59,7 чел./км².

## История
Город основан в 1997 году.

## Статистика
- Валовой внутренний продукт на 2003 год составляет 15 517 520,00 реалов (данные: Бразильский институт географии и статистики).
- Валовой внутренний продукт на душу населения на 2003 год составляет 2251,53 реалов (данные: Бразильский институт географии и статистики).
- Индекс развития человеческого потенциала на 2000 год составляет 0,648 (данные: Программа развития ООН).

## География
Климат местности: горный тропический.